# Добротска торта
Добротска торта је посластица која има специфичан начин припреме, дубоко укорењен у локалне обичаје. Слична је венецијанској, имотској, перашкој торти тј. посластицама које се спремају дуж јадранске обале. Њени главни састојци су бадеми и ликер Мараскино, који се прави од коштица и лишћа вишње.
Оригинални рецепт и вештина израде добротске торте, вековима се чувао међу мештанима. Данас се добротска торта може наћи на менију већих ресторана у Бококоторском заливу. Захваљујући професору др Миленку Пасиновићу из Котора, ова кулинарска вештина жена из његовог краја, проглашена је 2016. године за нематеријално културно наслеђе Црне Горе.

## Историјат
Доброта је статус поморског насеља добила још 1717. године. Капетани, морнари доносили су породицама са путовања, из далеких земаља,  намирнице за кућне потребе. Тако је у Доброту стигао и ликер Мараскино који су домаћице користиле као додатак у припреми добротске торте.  

Спремала се веома ретко јер је начин припреме био захтеван. Наиме, добротска торта се пекла у сачу који је имао основни део и унутра додатак у који се стављала торта а под њом жар. Затим се сач стављао на старински шпорет направљен од опека са гвозденом плочом на врху која је морала имати увек исту температуру.
Добротска торта је, у та стара времена, била вредан поклон младенцима. Доброћанке су је припремале за славе, Божић, Ускрс. Уз њу су служиле Рожулин - ликер од латица ружа-добротских, а домаћини су отварали најбољи шампањац који су чували за посебне прилике. Њен облик је често подсећао на царску круну, па се веровало да се добротском тортом и цар може послужити. Отуда и њен други назив - царска торта

## Припрема торте
За тесто тј. кору ове торте, домаћице су у оригиналном рецепту најпре мутиле маст, шећер и жуманца а затим додавале брашно. Од ове масе одвајале су мањи део теста за траке за горњи, завршни део. У кором обложен калуп уливале су фил од беланаца, бадема, мало ликера марскина, млевеног кекса и рендане коре лимуна. За завршни део развијале су танке траке и торту украшавале листићима бадема.
Данас се за припрему коре користи путер или маргарин, а уместо ликера мараскино често се користи вишњевача - ликер од вишње.
Торта се пече се на умереној температури, од 40-60 минута. Веома је битно да се горњи слој заштити пек папиром да не прегори. Печена торта се посипа прах шећером и оставља да одстоји бар два дана пре служења.